# Martha Raye
Martha Raye (ur. 27 sierpnia 1916 w Butte, zm. 19 października 1994 w Los Angeles) – amerykańska aktorka komediowa i piosenkarka; nominowana do Złotego Globu w kategorii najlepszej aktorki drugoplanowej za rolę Lulu w filmie Bajeczny cyrk Billy Rose (1962). W 1969 roku Amerykańska Akademia Sztuki i Wiedzy Filmowej uhonorowała ją Nagrodą za działalność humanitarną im. Jeana Hersholta za ochotniczą służbę dla Sił Zbrojnych Stanów Zjednoczonych.

## Dzieciństwo
Urodziła się 27 sierpnia 1916 roku w szpitalu św. Jakuba w amerykańskim mieście Butte, w stanie Montana, jako Margy Reed. Jej pochodzący z Irlandii rodzice, Peter F. Reed i Maybelle Hooper, występowali wówczas w tamtejszym teatrze rewiowym pod nazwą „Reed i Hooper”. Dwa dni po narodzinach córki jej matka powróciła na scenę. Jej pierwszy występ w wodewilu nastąpił w wieku 3 lat. Wraz z rodziną występowała w nieustającej trasie po Stanach Zjednoczonych. Występowała głównie u boku brata Buda. Wkrótce stali się główną atrakcją występów, więc ich nazwę przemianowano na „Margie i Bud”.
Raye wykonywała wodewile przez cały okres dzieciństwa. Uczęszczała też do Professional Children's School w Nowym Jorku, lecz z powodu niskiego poziomu wykształcenia (ukończyła tylko piątą klasę), do końca życia miała problemy z czytaniem. Często musiała prosić inne osoby o przeczytanie na głos tekstów scenariuszy i innych dokumentów.

## Kariera
W wieku 15 lat przybrała pseudonim Martha Raye. Na początku lat 30. XX wieku występowała jako wokalistka orkiestr Paula Asha i Borisa Morrasa. W 1934 roku zadebiutowała w krótkometrażowym filmie muzycznym A Nite in the Nite Club. W 1936 roku podpisała kontrakt z Paramount Pictures na role w komediach tej wytwórni. Pierwszym filmem pełnometrażowym z jej udziałem był muzyczny Rhythm on the Range. Od 1936 do 1939 roku była członkiem obsady cotygodniowego programu radiowego Ala Jolsona The Lifebuoy Program, znanego także pod nazwą Cafe Trocadero. Oprócz mówienia dowcipów, śpiewała piosenki, solo lub w duecie z Jolsonem. Przez następne 26 lat występowała u boku wielu ówczesnych czołowych komików, m.in. 
Joego Browna, Boba Hope’a, W.C. Fieldsa, Abbotta i Costella, Charliego Chaplina i Jimmy’ego Durante.
Jej atrybutem były szerokie usta, proporcjonalnie duże w porównaniu z resztą twarzy. Dzięki nim zdobyła pseudonim Wielkie usta. Tę charakterystyczną cechę wykorzystano w reklamie protez dentystycznych Polident w latach 80.

### USO
Dołączyła do United Service Organizations (USO) wkrótce po przystąpieniu Stanów Zjednoczonych do II wojny światowej. Mimo trwającego przez całe życie lęku przed lataniem, wielokrotnie podróżowała za linię frontu, aby ponosić morale amerykańskich żołnierzy trzech wojen: II wojny światowej, wojny koreańskiej i wojny w Wietnamie. Członkowie Zielonych Beretów zwali ją pieszczotliwie jako pułkownik Maggie.
2 listopada 1993 roku została odznaczona przez Billa Clintona Prezydenckim Medalem Wolności za zasługi dla kraju.

### Kariera telewizyjna
Raye była gwiazdą telewizyjną, gdy to medium było jeszcze młode. W latach 1954–1956 była gospodynią własnego programu The Martha Raye Show. Rolę jej niezdarnego przyjaciela grał były bokserski mistrz świata wagi średniej Rocky Graziano. W programie pojawili się także m.in. Zsa Zsa Gabor i Cesar Romero. Występowała gościnnie również w innych audycjach telewizyjnych, jak What's My Line?. W następstwie anulowania jej programu, rozpadu piątego małżeństwa oraz serii innych problemów osobistych i zdrowotnych, 14 sierpnia 1956 roku popełniła nieudaną próbę samobójczą, przedawkowując środki nasenne. Życzliwi podarowali jej medaliony z wizerunkami św. Krzysztofa, św. Genezjusza i Gwiazdy Dawida. Po wyleczeniu nosiła je z bojaźnią, chociaż nie była ani katoliczką, ani żydówką.

### Schyłek kariery
W 1970 roku zagrała Przywódczynię wiedźm w filmie Pufnstuf, których producentami byli bracia Krofftowie. Dzięki nim wystąpiła w roli Benity Bizarre w The Bugaloos (1970).
W latach 70. często gościła w wielu programach i serialach telewizyjnych, takich jak Statek miłości, The Roy Rogers and Dale Evans Show, Napisała: Morderstwo czy Andy Williams Show. Przez 2 lata odgrywała rolę Carrie Sharples w sitcomie Alice. W ostatnim sezonie serialu McMillan i jego żona wcielała się w postać gospodyni Agathy.

## Życie prywatne
Jej życie prywatne było skomplikowane i uczuciowo burzliwe. Była siedmiokrotnie zamężna:
- Hamilton „Buddy” Westmore (30 maja – 28 września 1937, rozwód),
- David Rose (8 października 1938 – 19 maja 1941, rozwód),
- Neal Lang (25 maja 1941 – 3 lutego 1944, rozwód),
- Nick Condos (22 lutego 1944 – 17 czerwca 1953, rozwód), miała z nim córkę Melodye Raye Condos (ur. 26 lipca 1944),
- Edward T. Begley (21 kwietnia 1954 – 6 października 1956, rozwód),
- Robert O’Shea (7 listopada 1956 – 1 grudnia 1960, rozwód),
- Mark Harris (od 25 września 1991 do jej śmierci w 1994).

### Mark Harris
W 1991 roku w Las Vegas wyszła za mąż za Marka Harrisa. Wydarzenie to miało szeroki oddźwięk w mediach, gdyż 75-letnia Raye poślubiła 45-letniego biseksualistę, którego przed ślubem znała mniej niż miesiąc. Z jego wsparciem, w lipcu 1992 roku oskarżyła Bette Midler i producentów filmu Dla naszych chłopców o nielegalne zapożyczenie wątków z jej życia w kreowaniu głównej bohaterki, granej przez Midler. Sąd oddalił jej wniosek o 5-milionowe odszkodowanie. Z Harrisem byli małżeństwem do jej śmierci w 1994 roku. Odziedziczył po niej większość jej majątku, szacowanego na 3 miliony dolarów, w tym dom w Bel Air. Wydziedziczyła swoje jedyne dziecko, córkę Melodye Raye Condos, z którą wcześniej zerwała kontakty.

## Śmierć
Jej ostatnie lata był naznaczone walką z problemami zdrowotnymi. Cierpiała na chorobę Alzheimera. W 1993 roku z powodu zaburzeń krążenia odjęto jej obie nogi. Zmarła na zapalenie płuc 19 października 1994 roku w szpitalu Cedars Sinai Medical Center, w Los Angeles, po długim zmaganiu się z chorobą układu krążenia. W chwili śmierci miała 78 lat.
W ramach wdzięczności za służbę w USO, po śmierci Raye rozważano pogrzebanie jej szczątków na Narodowym Cmentarzu w Arlington, lecz zgodnie z jej wolą została pochowana z pełnymi honorami wojskowymi na cmentarzu sił specjalnych we Forcie Bragg. Martha Raye była honorowym pułkownikiem amerykańskiej piechoty morskiej i honorowym podpułkownikiem Armii Stanów Zjednoczonych.
Martha Raye posiada dwie gwiazdy na Hollywoodzkiej Alei Sław; jedną za dokonania filmowe przy 6251 Hollywood Boulevard, drugą za pracę w telewizji przy 6547 Hollywood Boulevard.

## Filmografia

### Filmy
- A Nite in a Nite Club (1934)
- Rhythm on the Range (1936)
- The Big Broadcast of 1937 (1936)
- Hideaway Girl (1936)
- College Holiday (1936)
- Cinema Circus (1937)
- Waikiki Wedding (1937)
- Mountain Music (1937)
- Artists & Models (1937)
- Double or Nothing (1937)
- Wielka transmisja (ang. The Big Broadcast of 1938, 1938)
- College Swing (1938)
- Tropic Holiday (1938)
- Give Me a Sailor (1938)
- Never Say Die (1939)
- $1000 a Touchdown (1939)
- The Farmer's Daughter (1940)
- The Boys from Syracuse (1940)
- Navy Blues (1941)
- Keep ’Em Flying (1941)
- Czyste szaleństwo  (ang. Hellzapoppin', 1941)
- Four Jills in a Jeep (1944)
- Dziewczyna z fotki (ang. Pin Up Girl, 1944)
- Pan Verdoux (ang. Monsieur Verdoux) (1947)
- Bajeczny cyrk Billy Rose (ang. Billy Rose's Jumbo, 1962)
- No Substitute for Victory (1970) (dokumentalny)
- The Phynx (1970)
- Pufnstuf (1970)
- Port lotniczy ’79 (ang. The Concorde ... Airport '79, 1979)

### Telewizja
- Four Star Revue (gospodyni w latach 1951–1953)
- The Martha Raye Show (gospodyni 1954–1956)
- Club Oasis (1957–1958)
- The Roy Rogers and Dale Evans Show, odcinek „Circus” z 8 grudnia 1962
- The Judy Garland Show odcinek z 26 stycznia 1964
- The Hollywood Palace z 2 kwietnia 1966
- The Carol Burnett Show (1969)
- The Bugaloos (1970–1972)
- McMillan i jego żona (ang. McMillan and Wife, członki obsady w latach 1976–1977)
- Twas the Night Before Christmas (1977)
- Skinflint: A Country Christmas Carol (1979)
- The Gossip Columnist (1980)
- Pippin: His Life and Times (1981)
- Alice (członkini obsady w latach 1982–1984)
- Napisała: Morderstwo odcinek Napisała: Morderstwo (1985)
- Alicja w Krainie Czarów (ang. Alice in Wonderland, 1985)

## Dodatkowe informacje
Postać Marthy Ray, a także wielu innych przedwojennych amerykańskich aktorów, pojawiła się w filmie animowanym The Autograph Hound z 1939, gdzie Kaczor Donald włamuje się do studia filmowego, aby zdobyć autografy.